# Heinrich Max Imhof
Heinrich-Maximilian Imhof (Bürglen, 13 de mayo de 1795 o 1798- Roma, 4 de mayo de 1869) fue un escultor neoclásico suizo.

## Datos biográficos
Tras su formación con Wrinkles Abart, siguió como ayudante de Johann Gottfried Ebel (geólogo alemán) radicado en Zúrich.
Federico Guillermo IV de Prusia le encargó su retrato en el año 1819. Con su ayuda prosiguió su formación en Stuttgart, donde fue alumno de Dannecker, y posteriormente de Bertel Thorwaldsen (escultor danés 1770-1844 ) en Roma, donde pasó la mayor parte de su vida.
Luis I de Baviera le encargó un busto del elector de Baviera Maximiliano I y su hijos el rey Otón I de Grecia le invitó a Atenas para trabajar como profesor de 1835 a 1836.

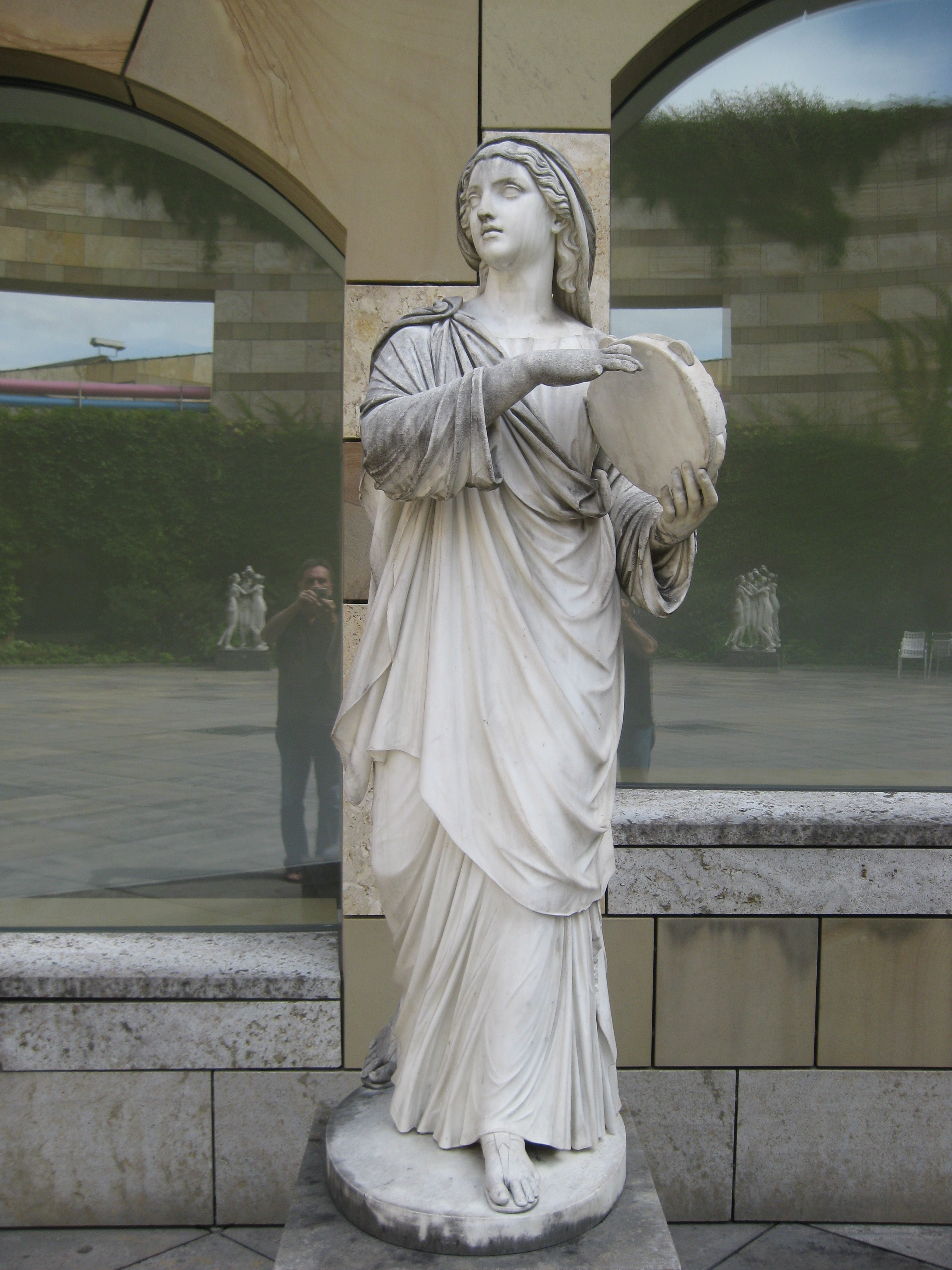
Miriam
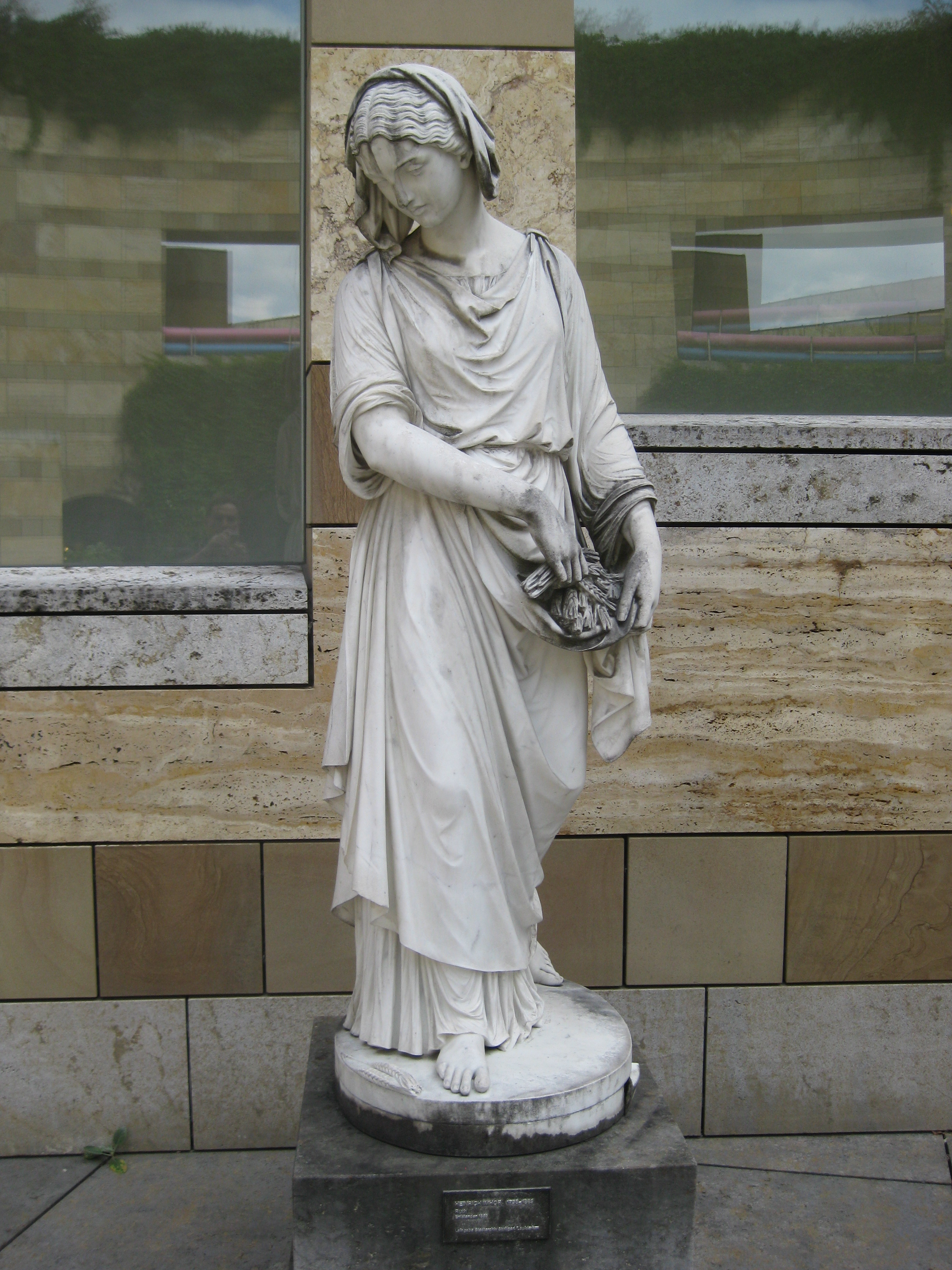
Ruth